# Кинсейл
Кинсейл (на английски: Kinsale; на ирландски: Cionn tSáile) е град в южна Ирландия, графство Корк на провинция Мънстър. Разположен е на левия бряг на устието на река Бандън при вливането ѝ в Атлантически океан. Разстоянието на североизток от Кинсейл до административния център на графството град Корк е 24 km. Има малко пристанище. Населението му е 2298 жители, а с прилежащите му околности 4099 от преброяването през 2006 г. 

## Побратимени градове
- Портофино, Италия